# Picibidion rouyeri
Picibidion rouyeri är en skalbaggsart som beskrevs av Jean François Villiers och Chûjô 1966. Picibidion rouyeri ingår i släktet Picibidion och familjen långhorningar. Inga underarter finns listade i Catalogue of Life.